# Середньовічна фортифікація

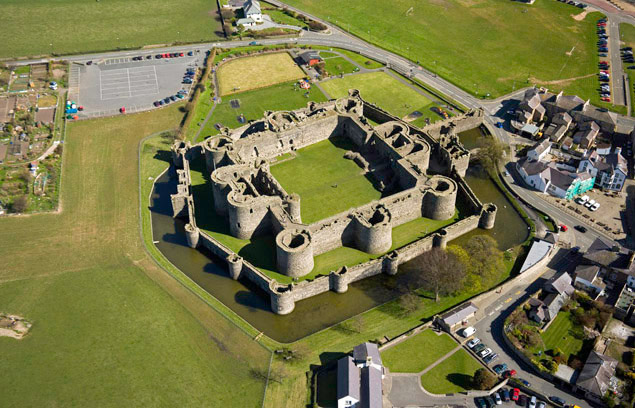
Замок Бомаріс в Уельсі був побудований наприкінці XIII століття і є прикладом концентричного замку, який розвивався в період пізнього середньовіччя.

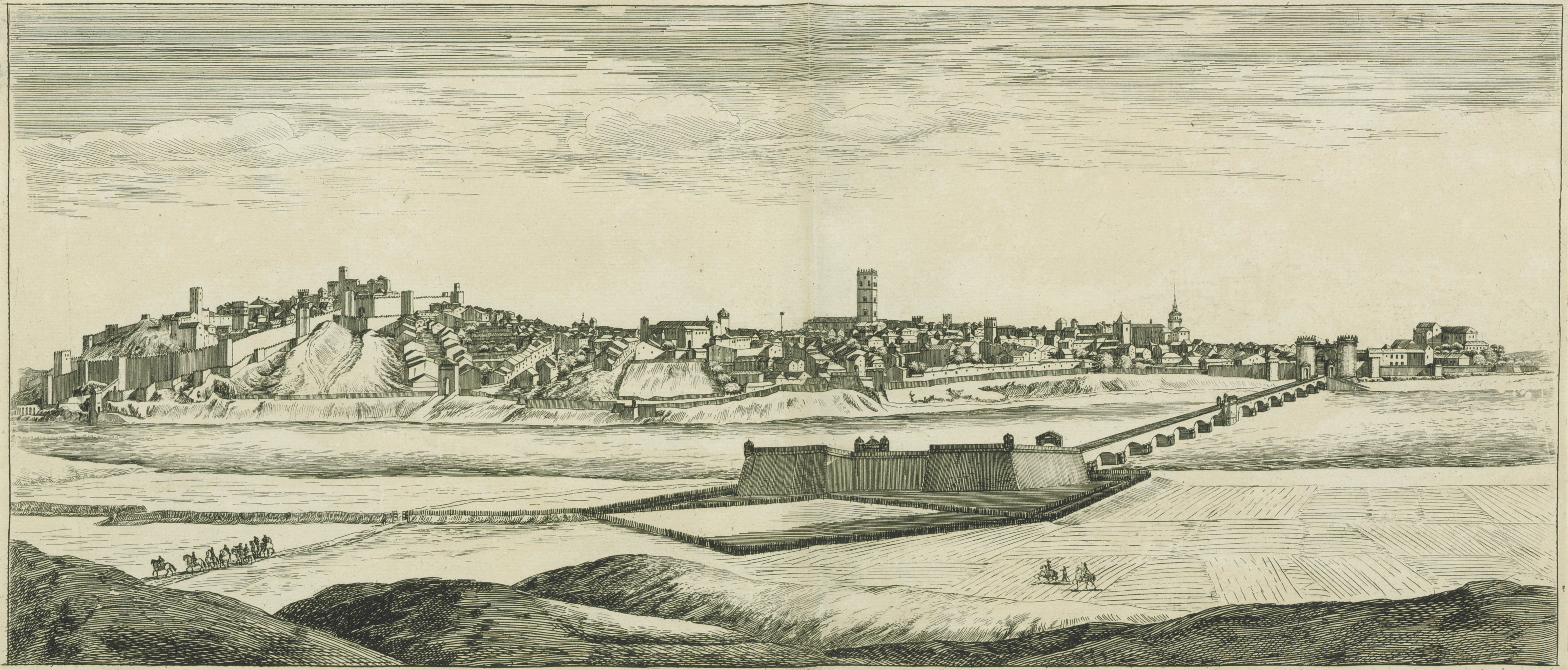
Бадахос

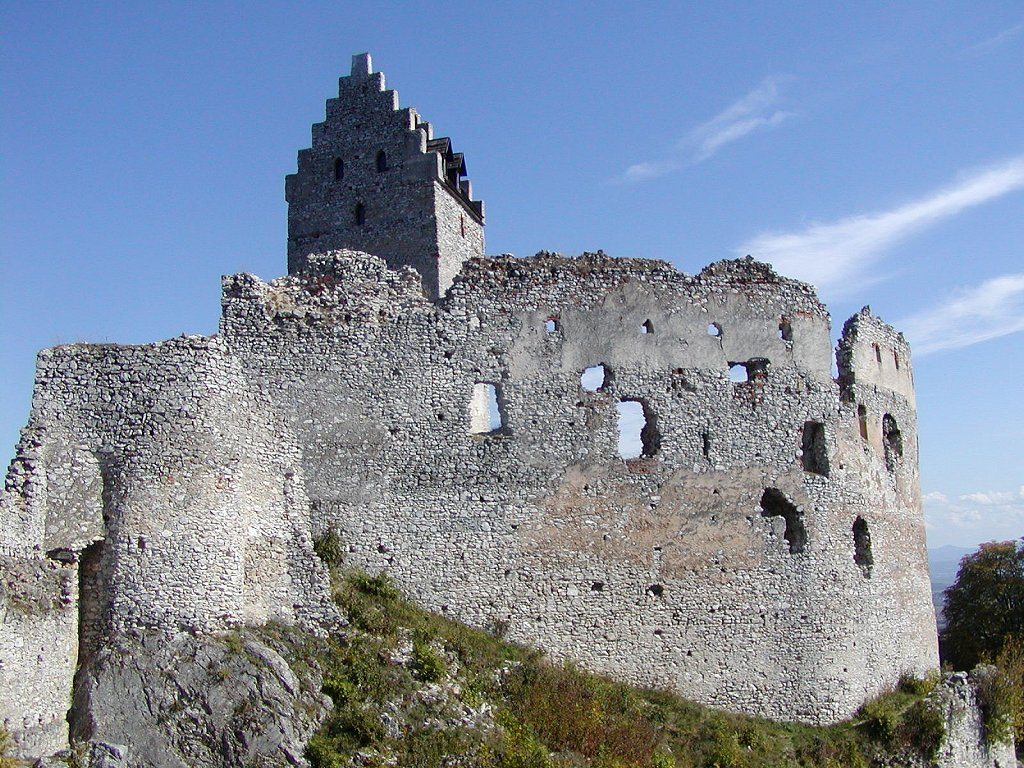
Замок у Топольчанах у Словаччині

Середньовічна фортифікація — військова середньовічна технологія, яка висвітлює розвиток та використання фортифікаційного будівництва в Європі приблизно від падіння Західної Римської Імперії до епохи Відродження. Протягом цього тисячоліття фортифікаційні споруди змінилися в ході середньовічних війн, щоб відповідати новій військовій тактиці, зброї та методам облоги.

## Типи фортифікаційних споруд

### Вежі лучників

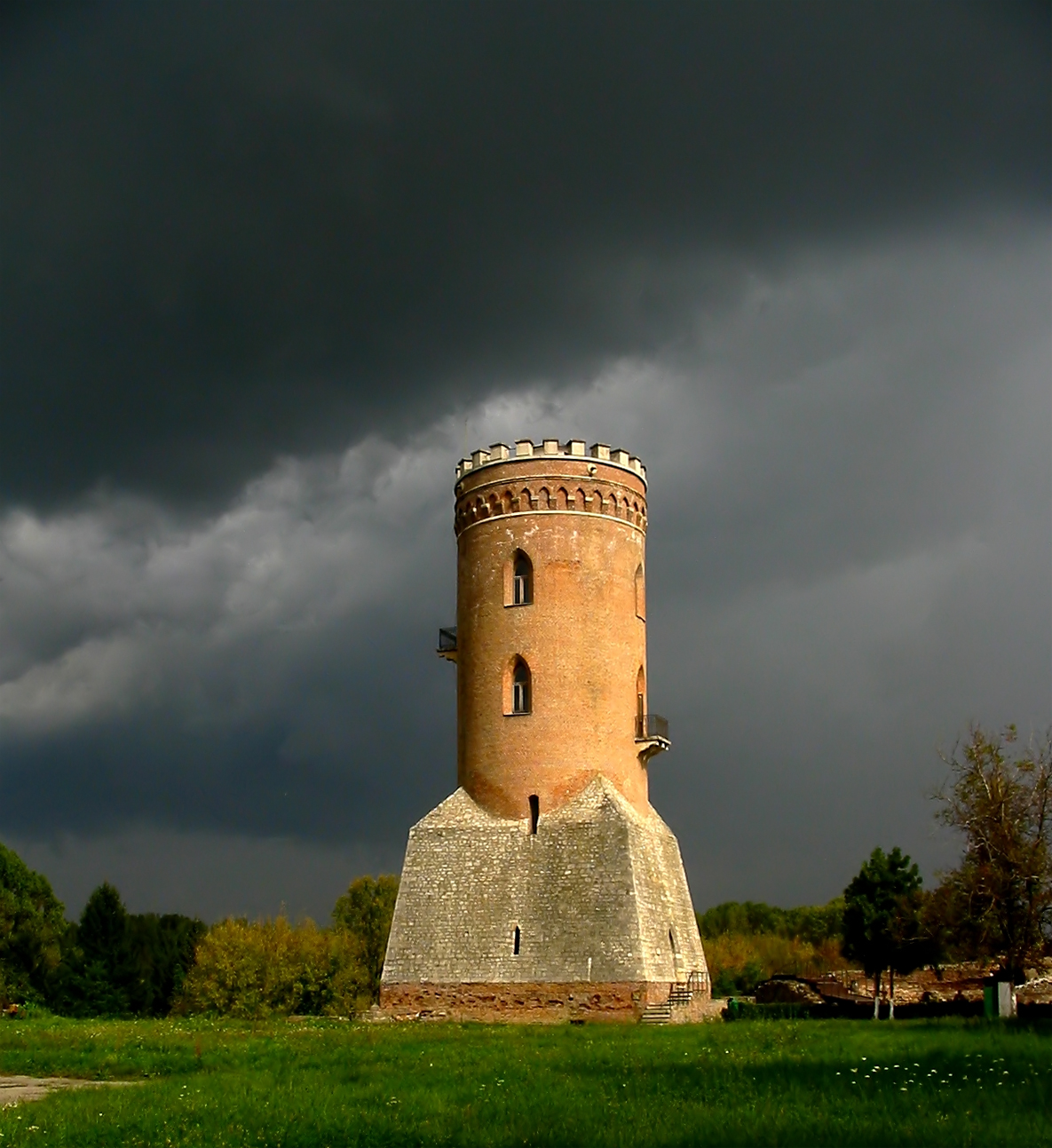
Вежа Кіндія, Тирговіште, Румунія

Вежі середньовічних замків зазвичай були виготовлені з каменю або іноді (але рідко) з дерева. Найчастіше ближче до пізньої частини доби середньовіччя вони мали зубчасті стіни та бійниці. Бійниці — вертикальні прорізи у стіні, через які стрільці стріляли у нападників зсередини стін, що надзвичайно ускладнювало атакуючим попадати стрілами у захисників.

### Міські стіни

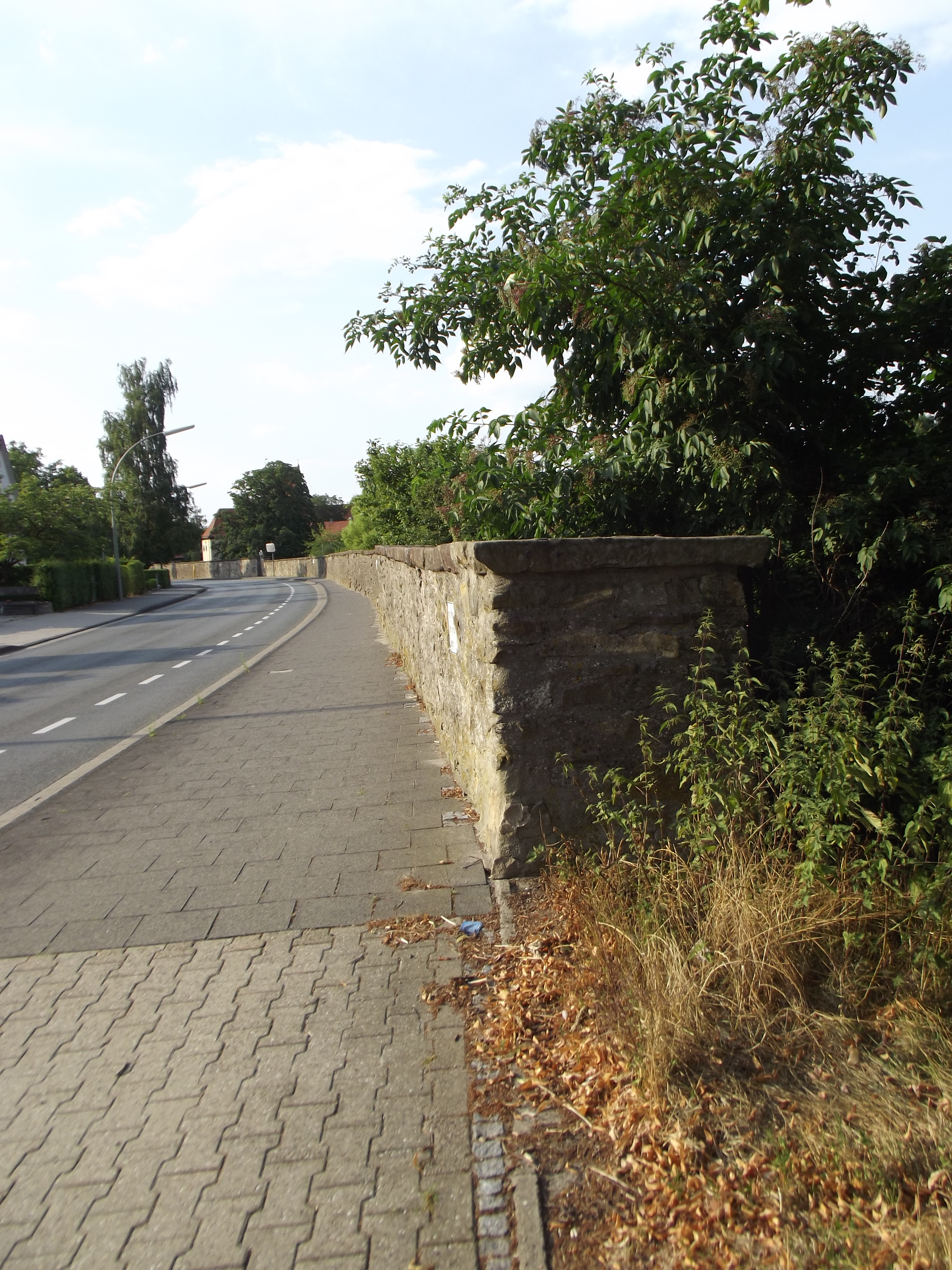
Руїни комендантської стіни (Орден лицарів Святого Іоанна Єрусалимського) у Штайнфурті, Німеччина. Поступовий схил із зовнішнього боку прихований за парканом і чагарником

Використання того чи іншого матеріалу для зведення стін середньовічного міста залежало від наявних ресурсів для їхнього будівництва, характеру місцевості та передбачуваної загрози. У Північній Європі на початку доби середньовіччя стіни, головним чином, стіни будувалися з дерева і захищали від невеликих атак. З часом дерево було замінено на камінь, де він був легко доступний для будівництва. Зокрема, так сталося у П'яти Боро Данелага в Англії.
У багатьох випадках стіна могла мати внутрішній і зовнішній померії. Це була смуга незасадженої землі, що безпосередньо примикала до стіни. Слово померій походить від пізнього середньовічного, похідного класичного латинського словосполучення post murum (за стіною).
Зовнішній померій, позбавлений чагарників і будов, давав захисникам ясне уявлення про те, що відбувається зовні, та можливість безперешкодно обстрілювати нападаючих. Внутрішній померій давав легкий доступ до задньої частини куртини, щоб полегшити пересування гарнізону у потрібне місце.

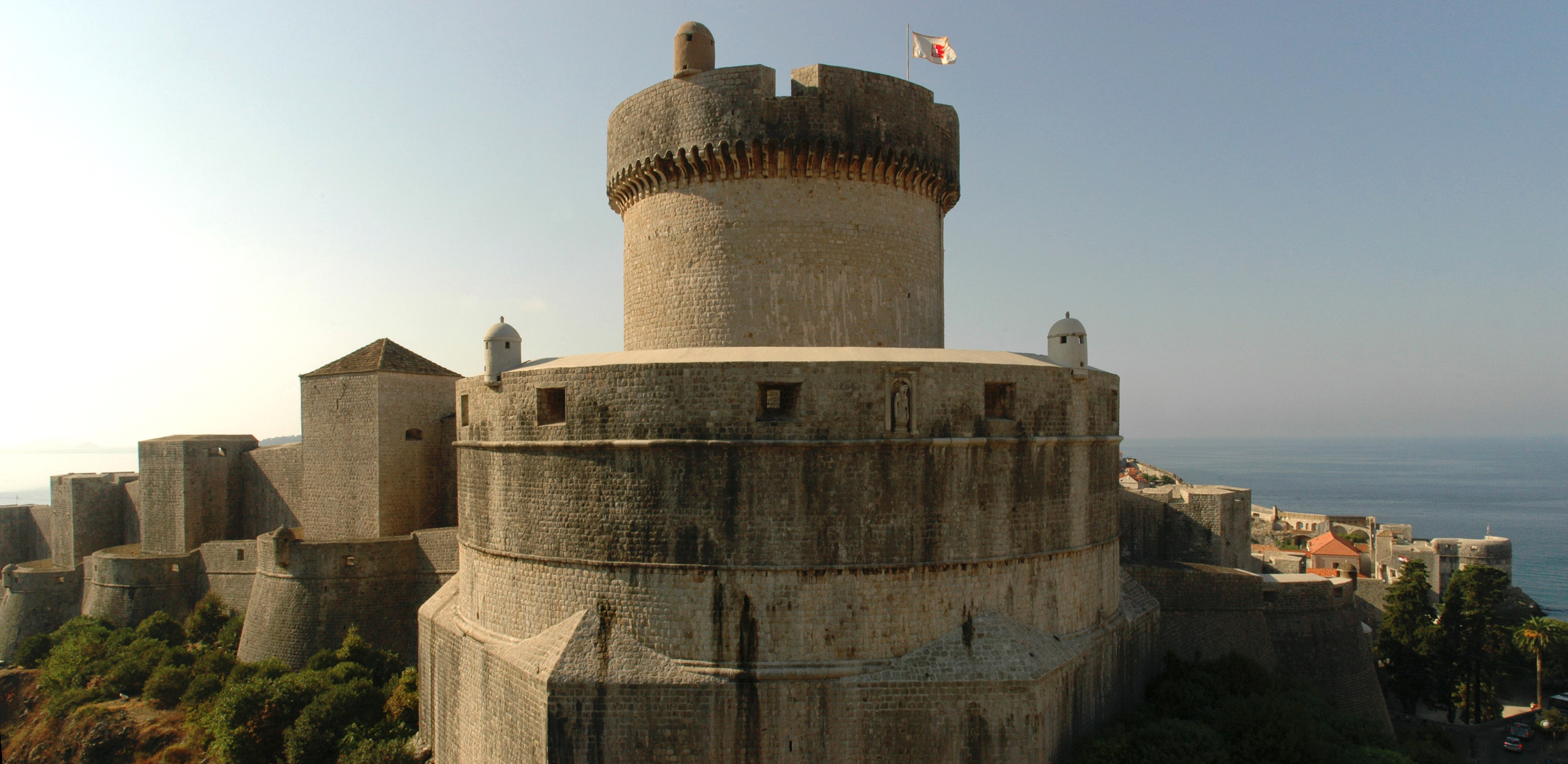
Міські стіни Дубровника в Хорватії

Крім того, на той час середньовічні стіни вже не могли захищати від серйозної загрози, зокрема, від гарматних обстрілів. Тому, вони іноді перебудовувалися, як у Берік-апон-Твіді, або зберігалися для захисту від злодіїв та інших менш значимих загроз. Дуже складні та комплексні схеми міської оборони були розроблені в Нідерландах та Франції, але вони належать, головним чином, до постсередньовічних періодів. До 1600 року середньовічна стіна, швидше за все, розглядалася скоріше як платформа для демонстрації гобеленів, а померій — як майданчик для зібрання глядачів, або як джерело будівельного каменю і місце для його використання, відповідно. Однак деякі з них, такі як Фортеця Каркассонн та Міські стіни Дубровника, збереглися досить добре і були відновлені майже повністю.
На зміну середньовічним стінам, які вже не забезпечували захисту під час оборони, прийшов тип «бастіонної (зіркової) фортеці» (також «італійський обвід»). Поява бастіонної фортифікації стала можливою завдяки розвитку артилерії. Фортифікаційні споруди бастіонного типу продовжували споруджуватися до середини XIX століття. З розвитком далекобійної артилерії «бастіонна система» застаріла до початку XX століття.

### Гавань

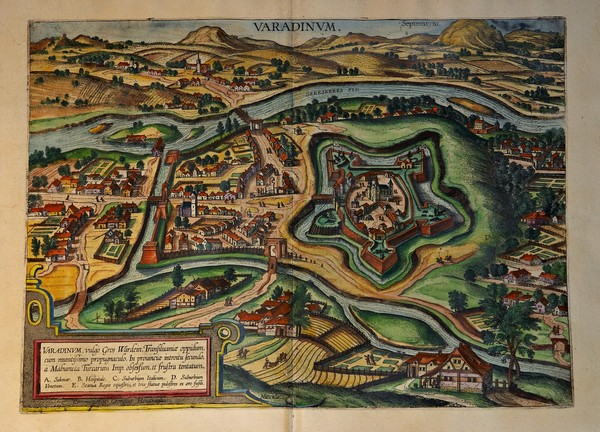
Фортеця Ораді в Румунії на картині 1617 року

Гавань або якийсь вид доступу до води часто був необхідним для будівництва середньовічних укріплень. Це був безпосередній шлях для торгівлі та фортифікації. Наявність прямого доступу до водоймища забезпечувала безпечний маршрут для поповнення запасів під час війни, додатковий спосіб транспортування у мирний час та джерело потенційної питної води для обложеного замку або фортеці. Річки або гавані, що безпосередньо омивали стіни укріплень, ефективно використовувалося англійцями, коли вони будували замки по всьому Уельсу. Є свідчення того, що гавані були укріплені дерев'яними спорудами у воді, що створювало напівколо навколо гавані, або причали, як це видно в художній реконструкції Хедебю в Данії, з проходом для доступу суден до суші. Зазвичай ці дерев'яні конструкції мали невеликі споруди на кутах, створюючи сторожову та оборонну платформу.

### Церкви та монастирі
Релігія була центральною частиною життя середньовічних солдатів, тому й церкви, каплиці, монастирі та інші будівлі релігійного призначення часто оточувалися фортифікаційними стінами тимчасово або постійно. Місце для проведення релігійних служб, зазвичай, було дуже важливим для підтримки бойового духу солдатів.

### Мотт та бейлі

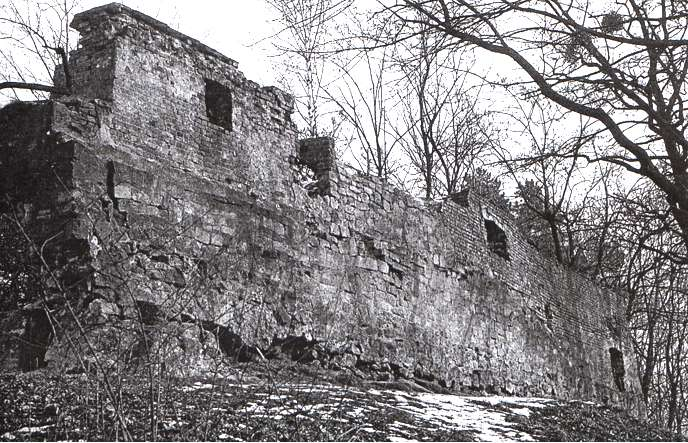
Частина південної стіни Високого замку у Львові

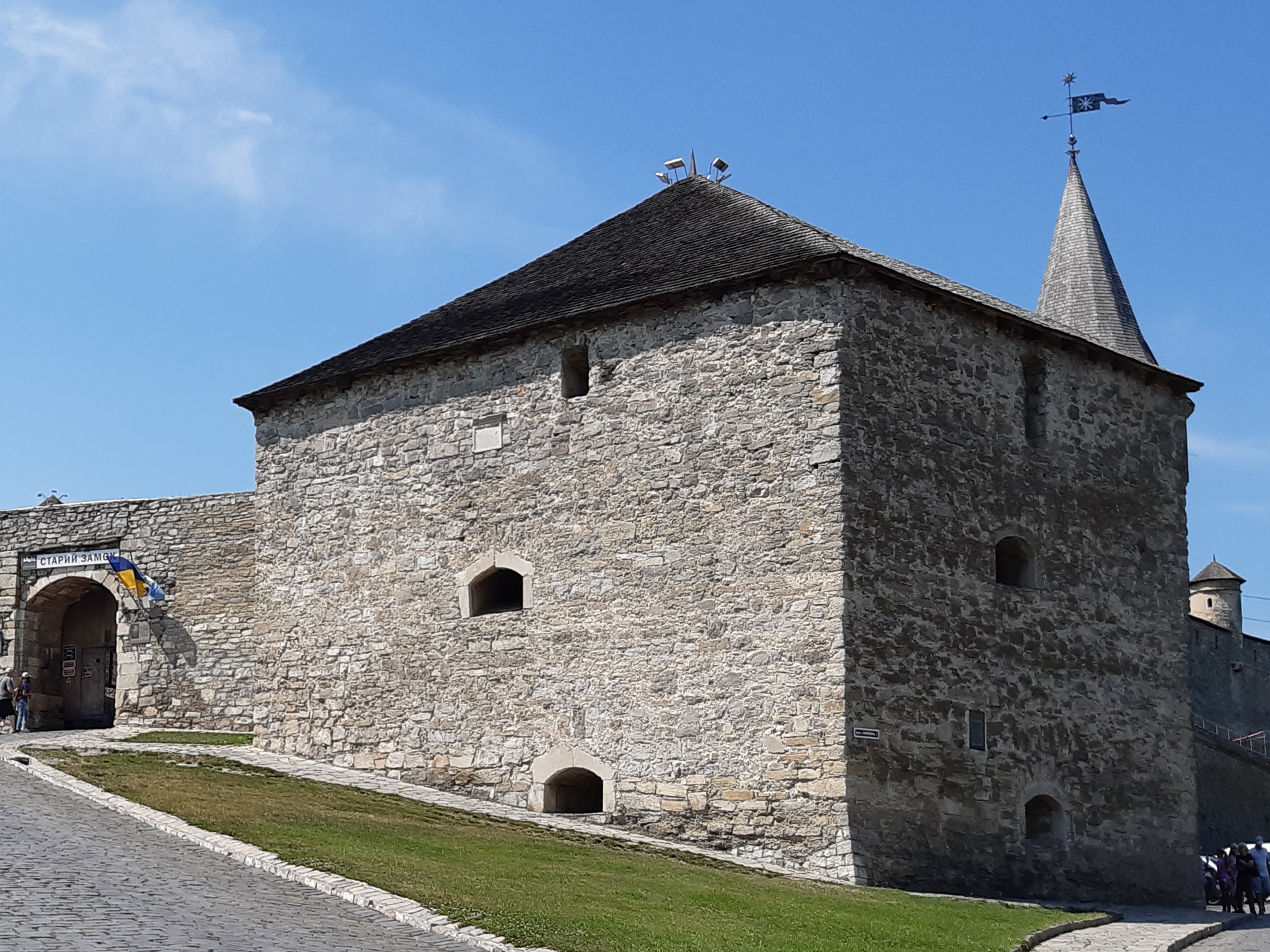
Нова Східна вежа (Кам'янець-Подільська фортеця) Кам'янець-Подільської фортеці- пам'ятка перехідного етапу від середньовічної до нової фортифікації.

Мотт і бейлі (зустрічається українська назва курганно-палісадний замок) був переважаючою формою замку протягом XI та XII століть. Внутрішній двір (bailey — дослівно, замковий двір) був захищений ровом і частоколом (міцним дерев'яним парканом). Часто вхід був захищений підйомним мостом або дерев'яною надбрамною вежею. Усередині замку знаходилися стайні, майстерні та каплиця. Motte (мотт; буквально — гора, пагорб) був останнім притулком у цьому типі замку. Зроблений на узвишші земляний насип, розміри якого значно варіювалися і були від 3 до 30 метрів у висоту та від 30 до 90 метрів у діаметрі. Вершина мотта увінчувалася вежою. Таким прикладом, є Високий Замок у Львові, збудований під керівництвом Короля Русі Лева Даниловича, потім — польського короля Казимира III на Замковій горі. У більшості випадків вежа була збудована з дерева, хоча деякі були також зведені з каміння. Кам'яні вежі були знайдені в природних курганах, оскільки штучні були недостатньо міцні, щоб підтримувати кам'яні башти. Великі мотти мали вежі з великою кількістю кімнат, включаючи великий зал. У тих, що були менші, була тільки сторожова вежа.

## Будівництво

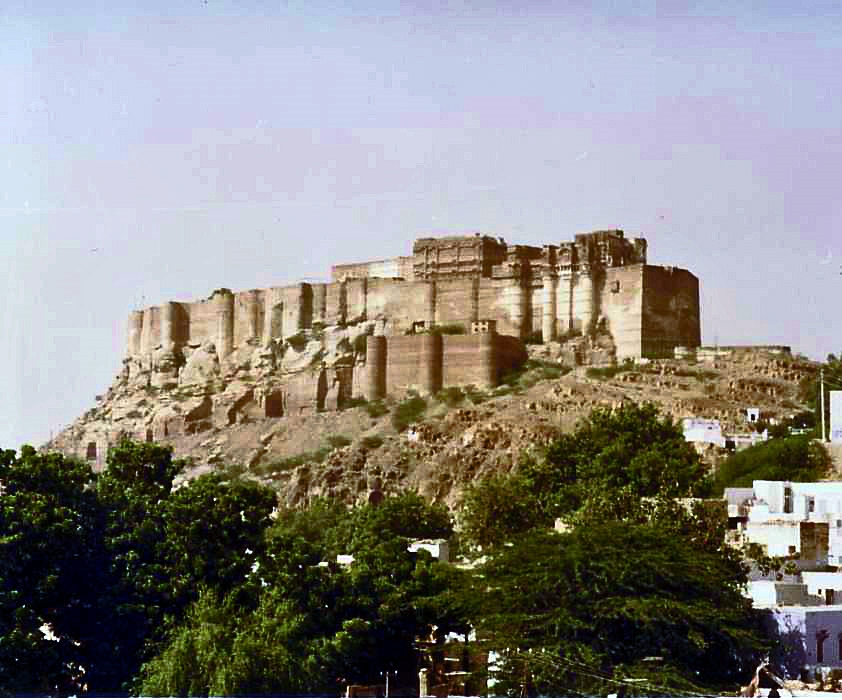
Мехрангарх (біля Джодхпуру), який був побудований між XV та XVII століттями.

Будівництво іноді могло тривати протягом багатьох десятиліть. Низка валлійських замків, побудованих Едуардом I, була винятком у тому сенсі, що він зосередив більшу частину ресурсів свого королівства на їхньому швидкому будівництві.

### Розташування

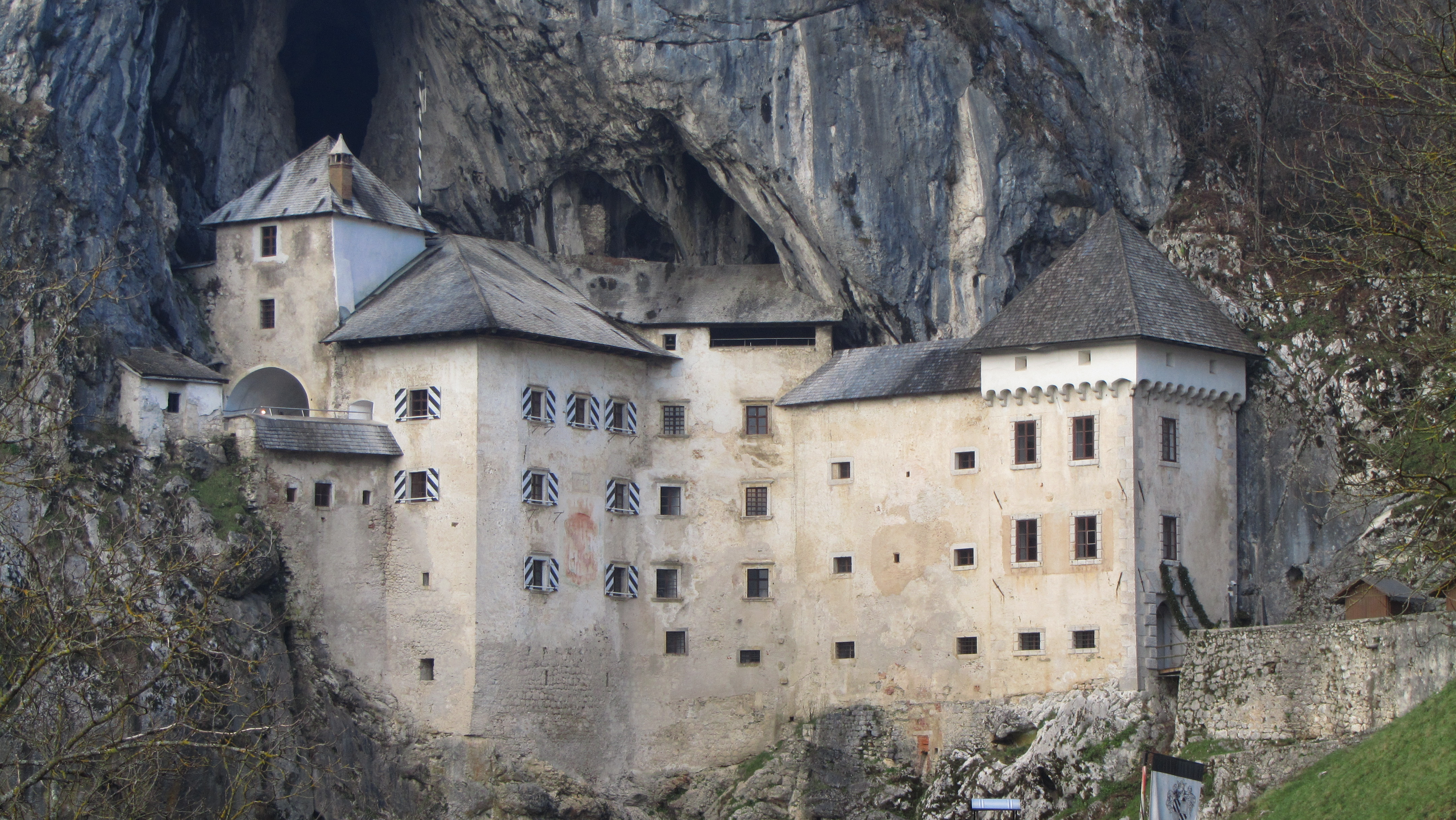
Предямський замок був збудований поруч із печерою

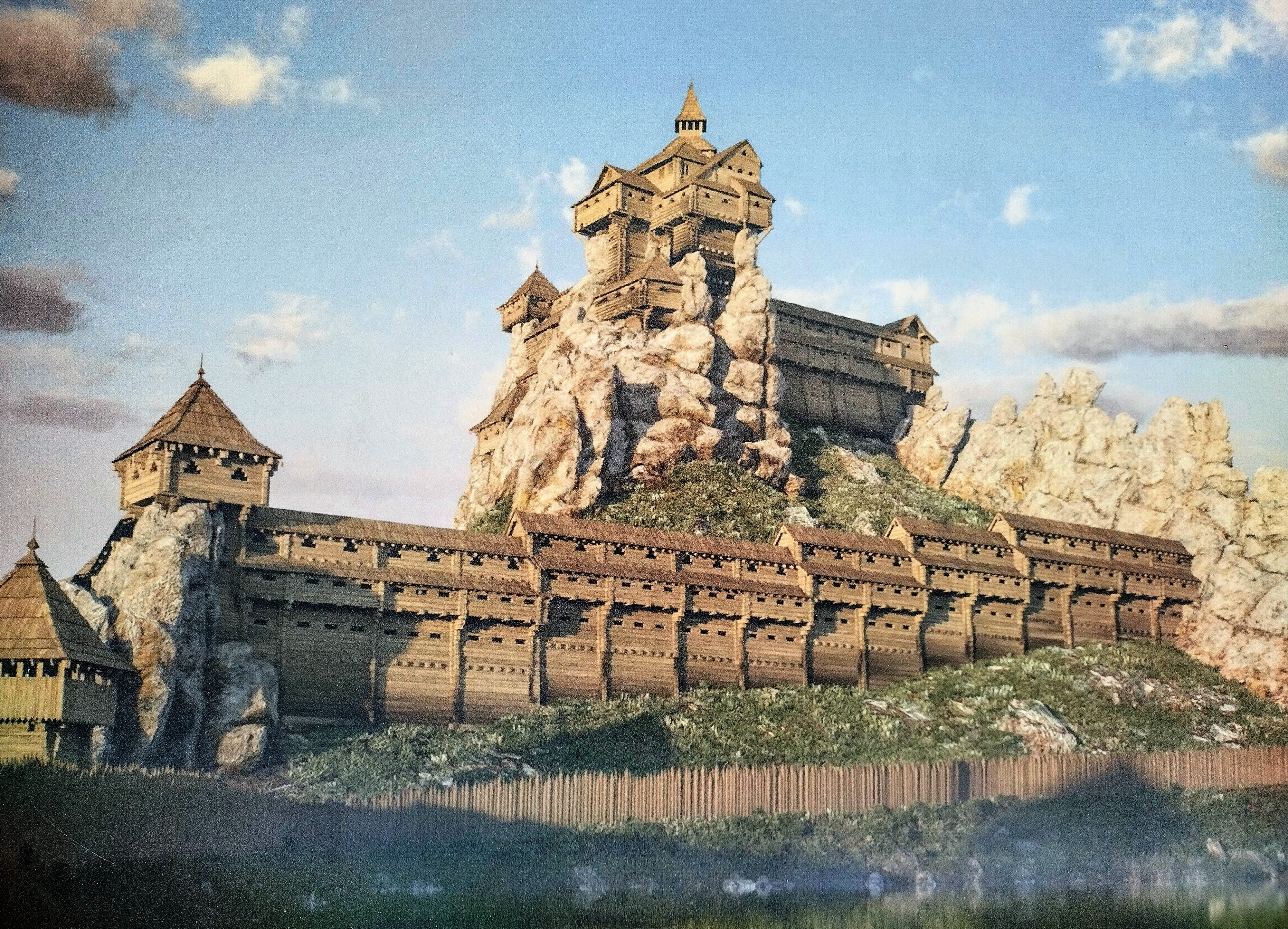
Комп'ютерна графіка фортеці літописного городища Тустань

Природа може забезпечити ефективний захист замку. З цієї причини багато замків будувалися на високих пагорбах, стрімчаках, поблизу річок, озер або навіть печер. Вдало використали природні можливості будівничі середньовічної наскельної фортеці-граду та митниці IV—XVI століть Тустань, залишки якого розташовані в Українських Карпатах, у Стрийському районі Львівської області, поблизу с. Урич.

### Матеріали
Матеріали, які використовувалися для будівництва замків, змінювалися протягом усієї історії. Дерево використовувалося для більшості замків до 1066 року. Такий матеріал був дешевим та давав можливість швидко будувати фортецю. Причина, через яку деревина перестала використовуватися як матеріал, полягає в тому, що вона досить легко займається та згорає. Незабаром камінь став популярнішим.
Кам'яні замки зводилися роками залежно від загального розміру замку. Камінь був міцніший і, звичайно ж, набагато дорожчий за дерево. Більшість каміння доводилося видобувати на великій відстані від місця будівництва, а потім доставляти на будмайданчик. Але з винаходом гармат та пороху замки незабаром втратили свою силу.

### Витрати

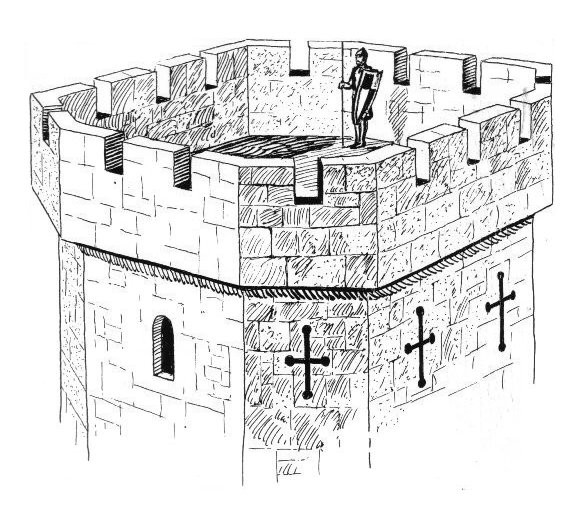
Малюнок зубчастих стін на вежі

Вартість стін залежала від матеріалу, що використовується. Дерев'яні стіни були дешевшими і будувалися швидко, але були слабкими. Кам'яні стіни були міцнішими, але вони були дуже дорогими і вимагали багато часу для будівництва.

### Робоча сила
Робоча сила для будівництва замків за доби середньовіччя в Європі складалася, головним чином, із залежних (кріпаків) селян.

### Стіни

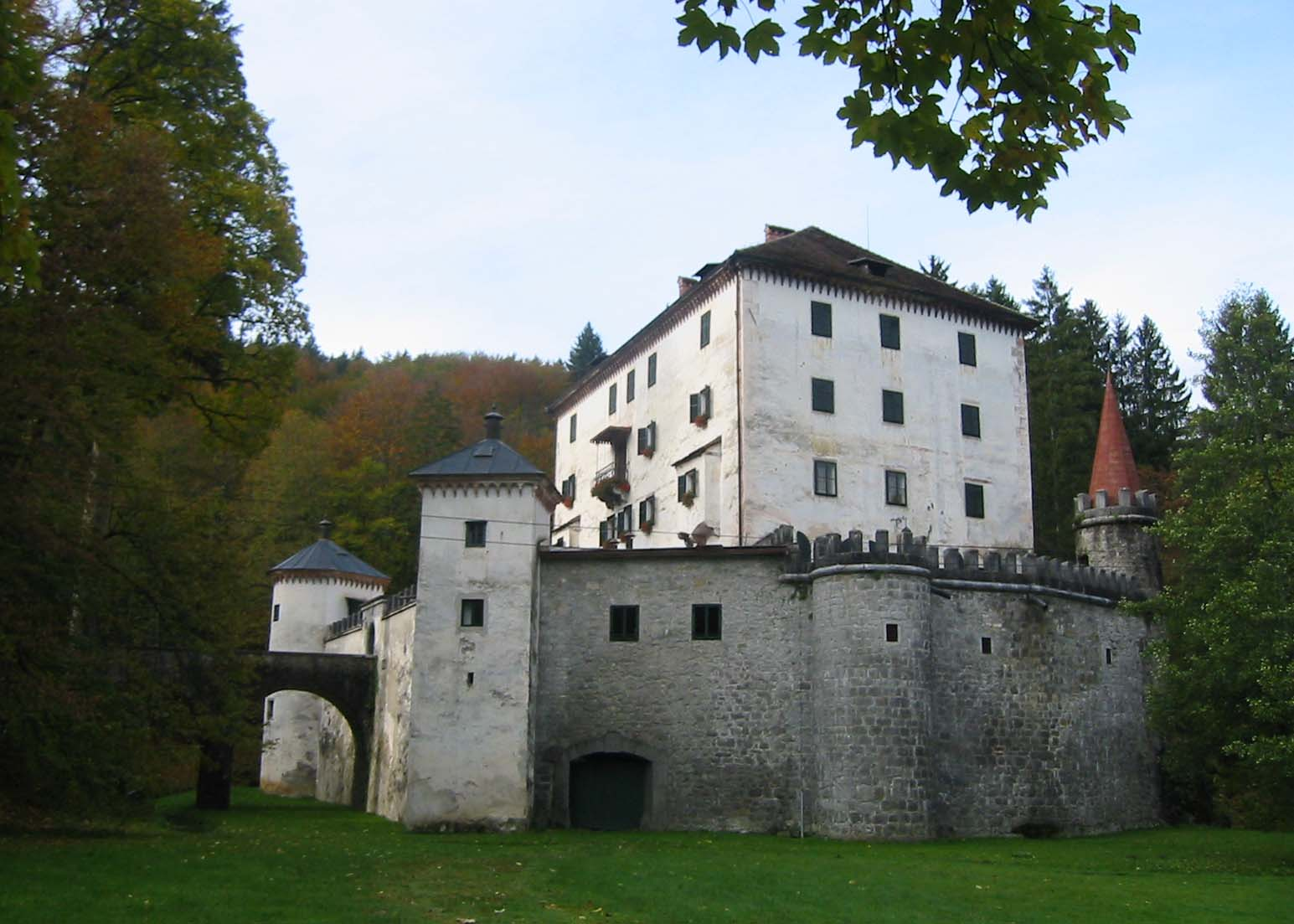
Замок Сніжник у південній Словенії, захищений оборонною стіною

Висота стін сильно варіювалася в залежності від замку, а товщина найчастіше складала від 2,5 до 6 метрів. Стіни зазвичай були увінчані кренеляжом або парапетом, які забезпечували захист оборонцям. Деякі з них також відрізнялися наявністю навісних стрільниць (варниці, машикулі) (від французького machicoulis та від провансальського — machacol: macar — «роздавити, розбити» + col — «шия»), яка складалася з прорізів між стіною і парапетом, що утворюють консоль з парапету, дозволяючи захисникам кидати каміння, киплячу воду чи щось інше на нападаючих унизу.
Деякі замки мали додаткові внутрішні стіни для посилення укріплення, за допомогою яких можна було встановити захист, якщо зовнішні стіни були прорвані.

### Ворота

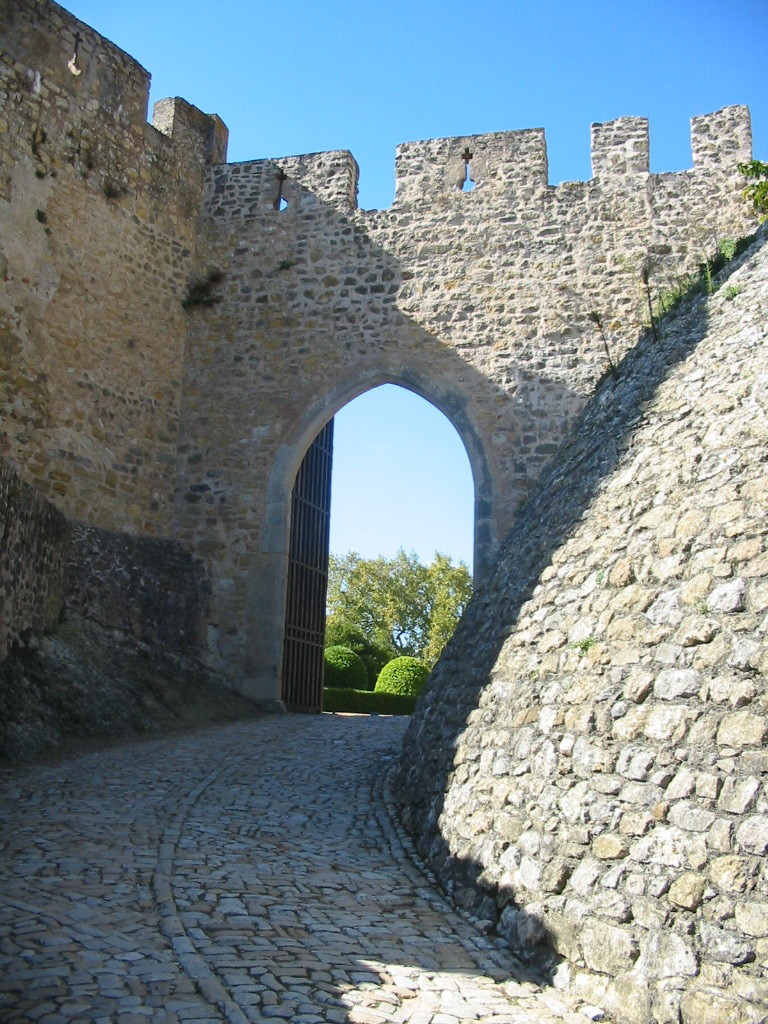
Ворота Конвенту-де-Кришту в Томарі (Португалія)

Будь-який прохід через стіну утворював очевидне слабке місце. Щоб бути практичним, прохід мав уміщати запаси, що проносяться через нього, а атакуючим було б важко пробити пролом. Наприклад, прохід через канави або рови замикалися, щоб не допустити нападників. Використання декількох стін або ровів навколо входу також ускладнило б практичне використання входу, який оборонявся, що потребувало б більш досконалих методів управління. Ворота з'явилися в багатьох формах, від простих кам'яних контрфорсів і дерев'яних блоків до масивних та значних кам'яних арок і товстих дерев'яних дверей, що найбільше асоціюються з середньовічною цитаделлю.

### Поля бою
Поле бою знаходилося між головною та вторинною стінами, тому коли перша стіна була проламана, нападники потрапляли на поле бою і мали штурмувати другу стіну, з якої їх обстрілювали солдати. Захисники, що оборонялися, розміщувалися на вершині вторинної стіни, озброєні різноманітною зброєю, починаючи від луків та арбалетів і закінчуючи звичайним камінням.

### Рови

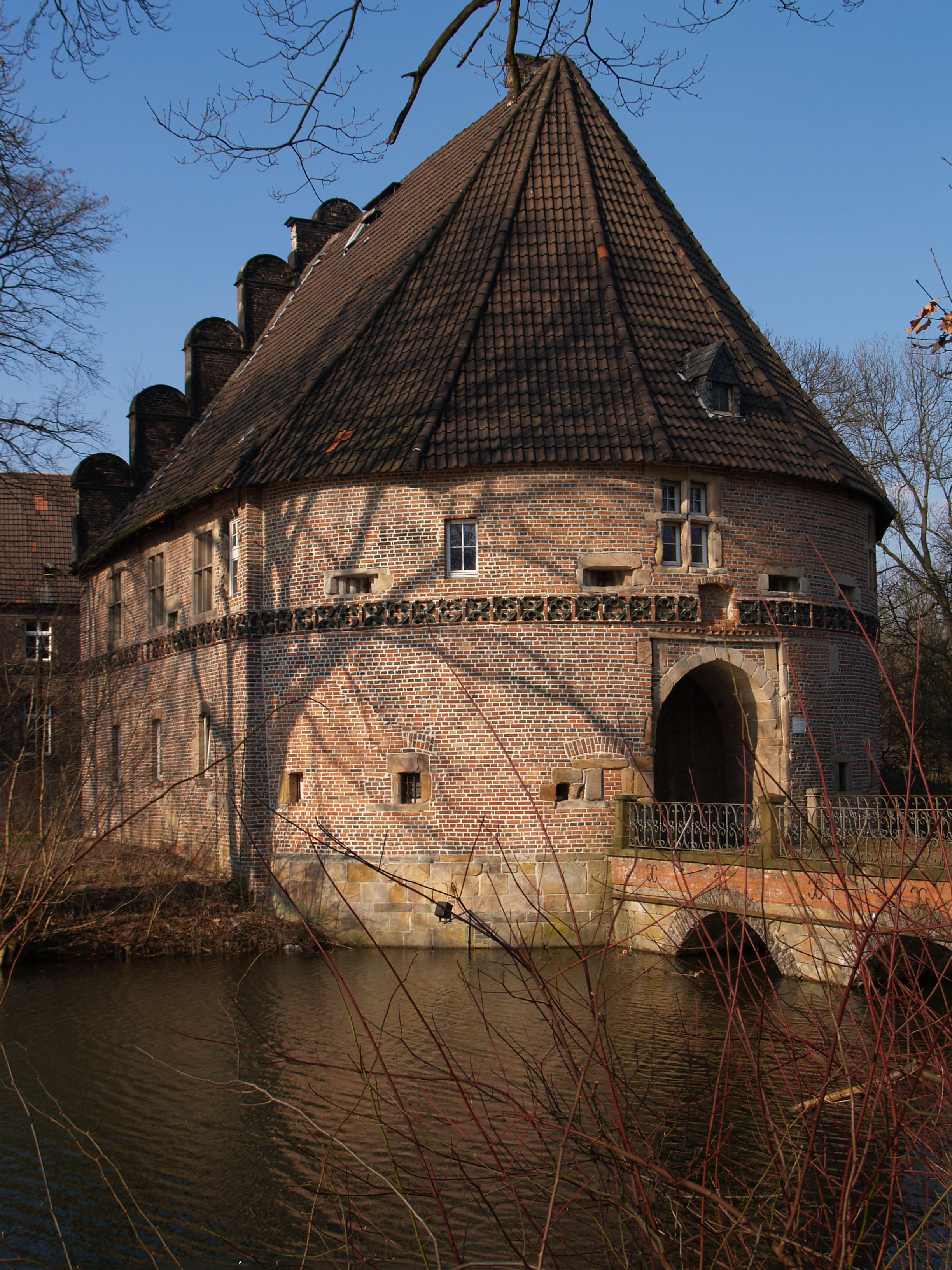
Замок Бладенхорст

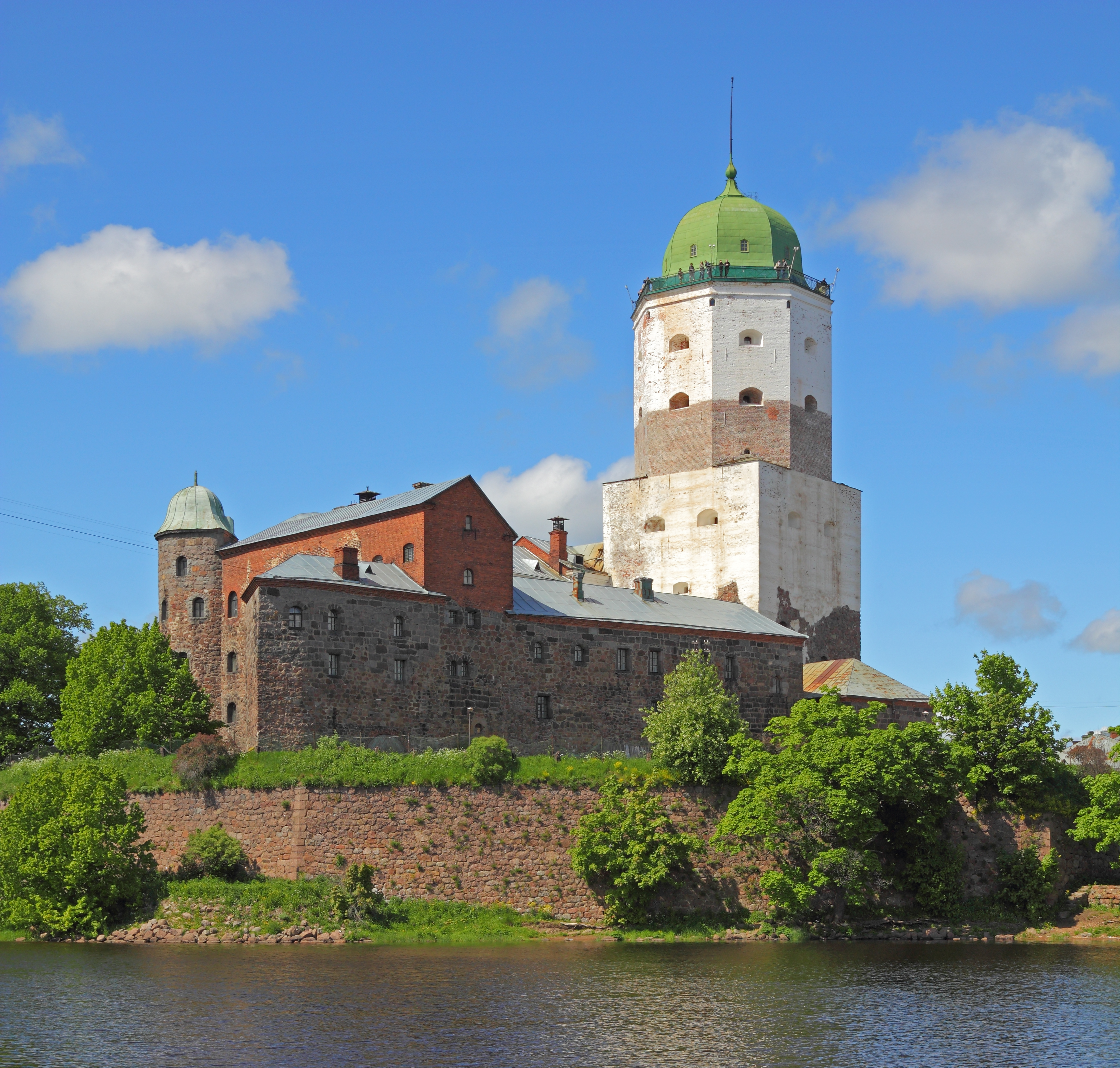
Виборзький замок

Рови були звичайним доповненням до середньовічних укріплень. Вони створювалися для збільшення ефективної висоти стін та, щоб нападники немогли підкопатися під стіни. У багатьох випадках природні водні шляхи використовувалися як рів та часто розширювалися за рахунок канав, щоб оточити якомога більшу частину укріплень. Навмисно, рови та канави були викопані так, щоб не дозволити нападникам осушити систему. Завдяки цьому вирішувалися два захисні завдання: наближення до навісної стіни замку ставало складнішим, а підрив чи підкоп стіни був практично неможливим.
Розташувати замок на невеликому острові було дуже вигідно з оборонної точки зору, хоча це робило постачання запасів та будівельних матеріалів складнішими та дорогими.

### Головні вежі

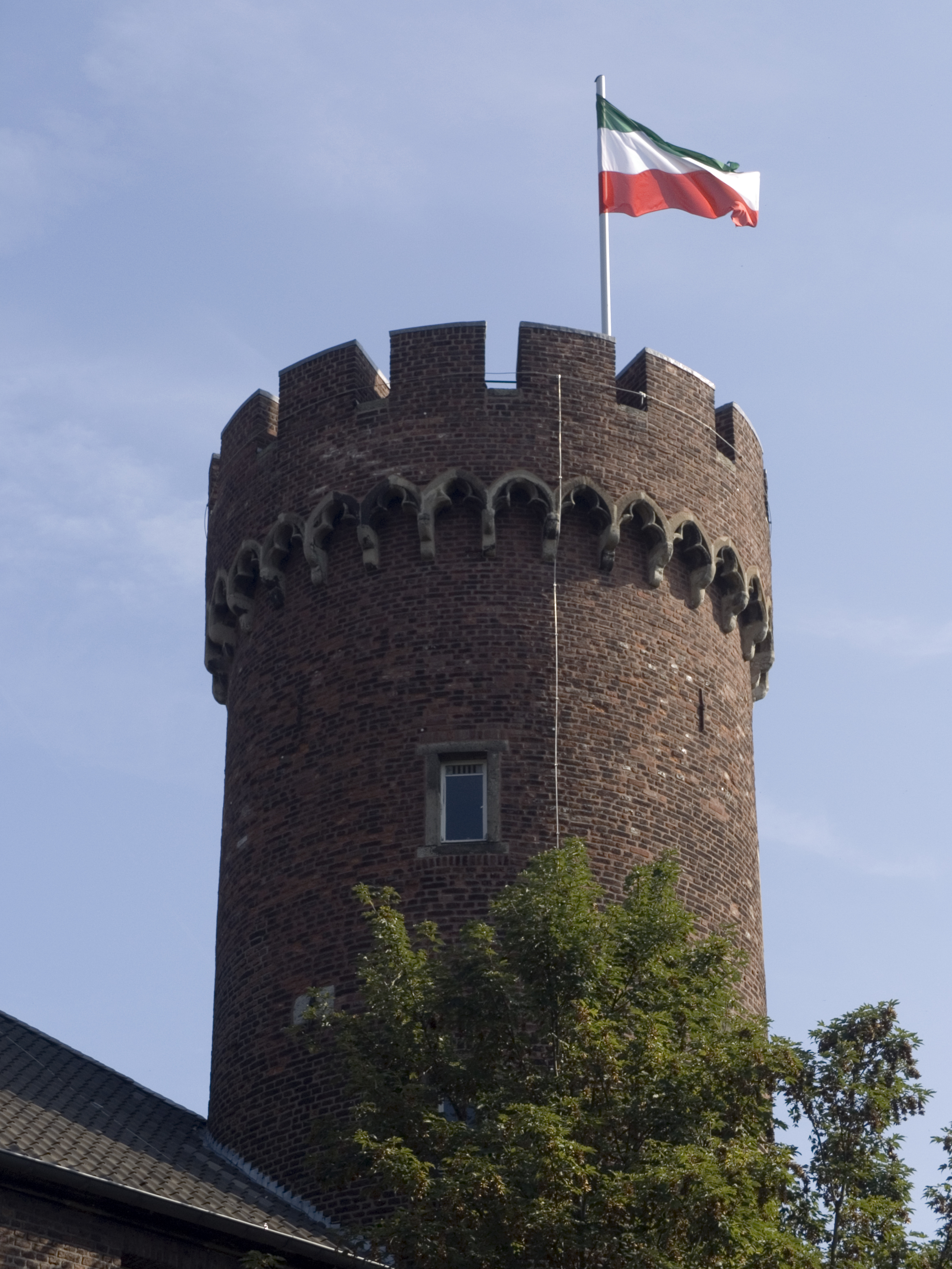
Донжон Кемпінського замку в Північній Рейн-Вестфалії.

Головна вежа або Донжон — це потужна центральна вежа, яка є серцем замку. Часто донжон є найбільш захищеною частиною замку, де також була найголовніша житлова зона для шляхти. Тут же могли утримувати важливі склади, такі як палата зброї або головний колодязь.

### Сходи

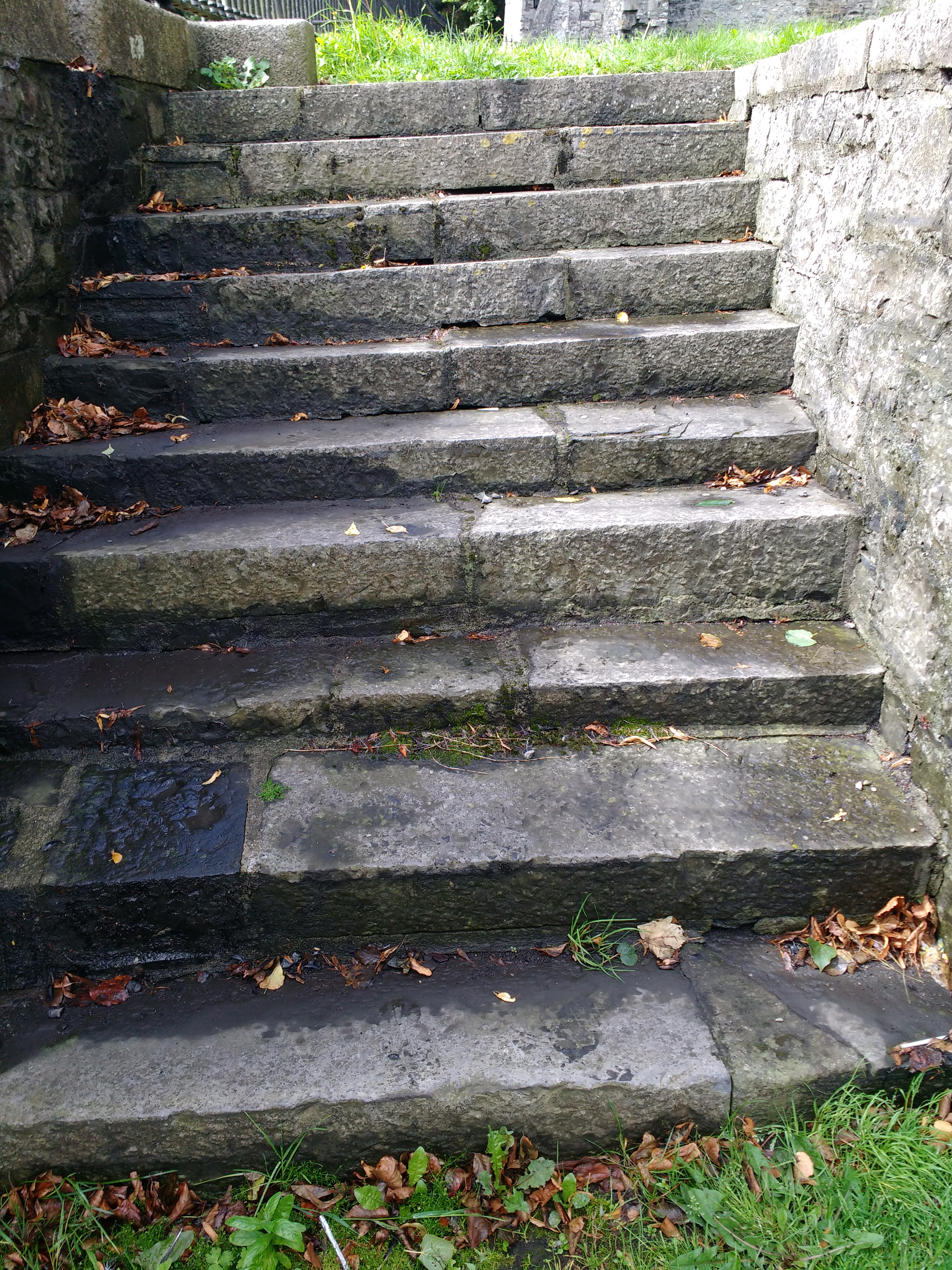
Східці з хитрощами в замку Мейнут в Ірландії. Зверніть увагу на нахил, а також на різну глибину східців та висоту підйому

Сходи будувалися також з важливою оборонною метою, маючи східці з хитрощами. Вони, наприклад, відрізнялися висотою підйому або глибиною східців від інших, змушуючи будь-кого, хто біг вгору сходами, спотикатися чи падати, таким чином уповільнюючи поступ нападників.

### Двері

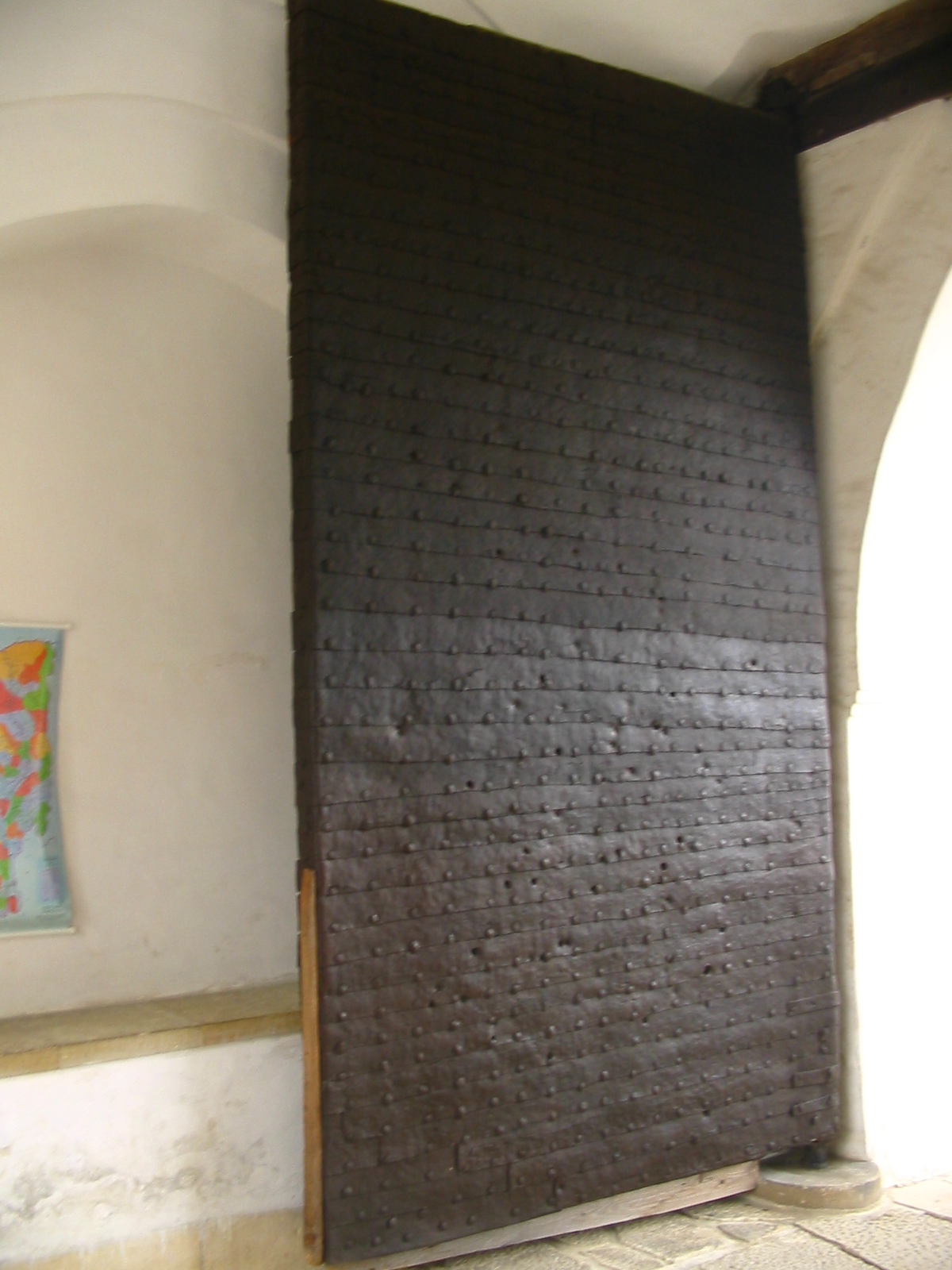
Посилені дерев'яні двері

Типові зовнішні дерев'яні двері робилися з двох шарів дубових дощок. На передньому та задньому шарі дверей дошки розташовувалися взаємоперпендикулярно, як проста форма фанери. Два шари скріплювалися між собою залізними шипами, а конструкція посилювалася та зміцнювалася залізними смугами.
Самі шипи висувалися вперед, щоб нападники змушені були пошкодити свою зброю (мечі, сокири тощо) при спробі прорватися.

## Перехід до сучасної фортифікації
Починаючи з середини XV століття міць гармат зростала, а середньовічні стіни застаріли, оскільки вони були надто тонкими, щоб забезпечити будь-який реальний захист від тривалого обстрілу гарматами. Внаслідок цього середньовічні стіни часто модернізувалися з додаванням артилерійських платформ або бастіонів, а зубчасті стіни замінювалися товстими парапетами з амбразурою. У багатьох випадках середньовічні стіни були демонтовані і їх кам'яна кладка, яка все ще була цінною як будівельний матеріал, повторно використовувалася під час будівництва нових укріплень. Простір, що звільнився, часто можна побачити в старих центрах міст Європи навіть донині, оскільки ширші вулиці часто окреслюють місце, де колись стояла стара стіна (це видно, наприклад, у Празі та Флоренції). Перехід між середньовічним та раннім сучасним укріпленням можна побачити в укріпленнях Родосу в Греції та Укріплення Фамагусти на Кіпрі.

## Оборонні перешкоди
Так само, як сучасні військові інженери збільшують польові укріплення перешкодами, такими як огородження колючим дротом, середньовічні інженери використовували кілька типів перешкод, у тому числі засіки, часники, рогатки та вовчі ями.

## Облогові машини
- Требушет
- Гармата
- Патерелла
- Баліста
- Катапульта